# Disphragis salma
Disphragis salma är en fjärilsart som beskrevs av William Schaus 1937. Disphragis salma ingår i släktet Disphragis och familjen tandspinnare. Inga underarter finns listade i Catalogue of Life.